# 锡吉洛
锡吉洛（義大利語：Sigillo），是意大利翁布里亚大区佩鲁贾省的一个市镇。总面积26.34平方公里，人口2496人，人口密度94.8人/平方公里（2009年）。ISTAT代码为054049。